# Foszfor-trioxid
A foszfor-trioxid a foszfor egyik oxidja, molekulaképlete P4O6.

## Fizikai, kémiai tulajdonságai
Fehér, viaszszerű, lágy, kristályos anyag, már 23,8 °C-on színtelen folyadékká olvad. Gőzsűrűségéből számított mólsúlya a legegyszerűbb képlet kétszerese, tehát gőzében dimer alakban van jelen. 175,4°C-on forr, és ezen a hőmérsékleten még bomlás nélkül desztillálható. Magasabb hőmérsékleten azonban foszfor-tetroxidra és elemi foszforra bomlik. Elektrondiffrakciós módszerrel megállapítható a molekula felépítése: a foszforatomok egy tetraéder négy csúcsán helyezkednek el, akárcsak a foszformolekulában, azonban mindegyik három oxigénnel áll egyidejűleg kapcsolatban. A kristályos foszfor-trioxid szerkezete nem ismeretes.[forrás?] A foszfor-trioxid majdnem ugyanolyan mértékben mérgező anyag, mint a fehérfoszfor.[forrás?]

## Előállítása
Fehérfoszfor szabályozott oxidációjával: 75% oxigént, 25% nitrogént tartalmazó atmoszférában, 90 Hgmm nyomáson, kb. 50 °C hőmérsékleten. A reakció végén a tetrafoszfor-hexaoxidot desztillációval nyerik ki a keverékből.

## Reakciói
A foszfor-trioxid levegőn hevítve kb. 70°C-on meggyullad és foszfor-pentoxiddá ég el:
{\displaystyle {\ce {P4O6 + 2 O2 -> P4O10}}}
Hideg vízzel lassan foszforossavvá alakul:
{\displaystyle {\ce {P4O6 + 6 H2O -> 4 H3PO3}}}
forró vízzel azonban foszforra, foszfor-hidrogénre és foszforsavra bomlik.